# شکار (فیلم ۲۰۲۲)
شکار (انگلیسی: Prey) یک فیلم درام تاریخی ترسناک علمی تخیلی اکشن آمریکایی محصول ۲۰۲۲ به کارگردانی دن تراختنبرگ و نویسندگی پاتریک آیسون است که بر اساس مجموعه‌فیلم غارتگر توسط جیم توماس و جان توماس ساخته شده‌است. این پنجمین قسمت از این فرنچایز و پیش‌درآمد چهار فیلم اول است. امبر میدتاندر، داکوتا بیورز، میشل تراش، استورمی کیپ، جولیان بلک آنتلوپ و دین دی لیگرو در این فیلم بازی می‌کنند. داستان حول محور نارو، یک جنگجوی ماهر قبیله کومانچی می‌چرخد، که از قبیله‌اش در برابر یک شکارچی بیگانه بسیار تکامل‌یافته محافظت می‌کند که انسان‌ها را برای ورزش شکار می‌کند.
توسعه فیلم در زمان ساخت فیلم غارتگر (۲۰۱۸) آغاز شد، زمانی که تهیه‌کننده جان دیویس، توسط تراختنبرگ و آیسون، به مفهومی که از سال ۲۰۱۶ در حال توسعه آن بودند، معرفی شد. شکار در ۲۱ ژوئیه ۲۰۲۲ در کامیک-کان سن دیگو نمایش داده شد و توسط استودیو قرن بیستم به عنوان یک فیلم اصلی هولو در ایالات متحده در ۵ اوت ۲۰۲۲ منتشر شد. این فیلم نقدهای مثبتی از سوی منتقدان دریافت کرد که سکانس‌های اکشن، عملکرد میدتاندر، جلوه‌های بصری، فیلم‌برداری و نمایندگی از کومانچی مورد تحسین قرار گرفت.

## خلاصهٔ داستان
در سال ۱۷۱۹ در دشت‌های بزرگ، نارو (Naru)، یک زن جوان کومانچی که به عنوان یک شفادهنده آموزش دیده‌است، آرزو دارد مانند برادرش، تابه (Taabe)، یک شکارچی ماهر شود. نارو در حالی که یک گوزن را با سگش ساری، ردیابی می‌کند، شاهد یک ناهنجاری در ابرها می‌شود که او آن را به مرغ طوفان / تاندربرد نسبت می‌دهد (که در واقع فضاپیمای متعلق به یک غارتگر (Predator) است). نارو این امر را نشانه‌ای برای اثبات خود می‌داند. تابه موافقت می‌کند که نارو را برای پیوستن به گروه جست‌وجوی شیر کوهی، که به یکی از شکارچیان قبیله حمله کرده بود، بیاورد، اما تنها به این دلیل که اگر شکارچی را زنده پیدا کنند، نارو بتواند به درمان پزشکی وی بپردازد. این گروه شکارچی مجروح را پیدا می‌کنند، اگرچه تابه پشت سر می‌ماند تا شیر کوهی را پیدا کرده و بکشد.
نارو با یافتن ردهای غیرمعمول و پوست یک مار زنگی که با دقت زیاد کنده شده‌است، برای جستجوی تابه با پاکه (Paake) همراه می‌شود. آن‌ها با هم تله‌ای برای شیر کوهی می‌گذارند اما پاکه کشته می‌شود. نارو شیر را زخمی می‌کند اما با دیدن نوری در دوردست حواسش پرت شده و می‌افتد و به سرش ضربه می‌زند. تابه او را به خانه می‌برد و برای کشتن شیر ضعیف‌شده برمی‌گردد و پس از تکمیل شکار، عنوان فرماندهٔ جنگی را برای خود به ارمغان می‌آورد. نارو با متقاعدشدن از یک تهدید بزرگ‌تر، با سگش ساری می‌رود. آنها با گله‌ای از گاومیش‌های کوهان‌دار پوست‌کنده‌شده روبرو می‌شوند و بعداً توسط یک خرس گریزلی مورد حمله قرار می‌گیرند. خرس توسط غارتگر کشته می‌شود که به نارو زمان می‌دهد تا فرار کند و سپس با گروهی از کومانچی‌ها که برای یافتن او فرستاده شده بودند، برخورد می‌کند؛ غارتگر کمین کرده و آن‌ها را در نبرد می‌کشد. نارو در تله‌ای گرفتار می‌شود، اما غارتگر او را به عنوان تهدید نمی‌بیند و آنجا را ترک می‌کند.
در این میان مسافرت‌کنندگان فرانسوی ملقب به وویجرزen که مسئول کشتن و پوست کندن گاومیش‌های کوهان‌دار هستند، نارو را پیدا کرده و او را در قفس قرار می‌دهند. مترجم آنها، رافائل آدولینی، که با گونه‌های غارتگر آشناست، از نارو دربارهٔ آن سؤال می‌کند. هنگامی که او از صحبت امتناع می‌کند، وویجر اصلی نشان می‌دهد که تابه را اسیر کرده‌است و پیش از استفاده از هر دو خواهر و برادر به عنوان طعمه برای شکارچی، او را با چاقو شکنجه می‌کند. این موجود بیشتر فرانسوی‌ها را می‌کشد در حالی که تابه و نارو فرار می‌کنند. نارو، ساری را از اردوگاه نجات می‌دهد و به‌طور تصادفی با رافائل در حال مرگ روبرو می‌شود که به او یاد می‌دهد چگونه از تفنگ چخماقی در ازای درمان پزشکی پای بریده‌اش، استفاده کند. نارو به او گیاهانی می‌دهد که تنظیم دمایی بدن او را کاهش می‌دهند تا خونریزی را از بین ببرد. وقتی غارتگر می‌رسد، رافائل خود را مرده نشان می‌دهد و نارو متوجه می‌شود که موجود نمی‌تواند او را ببیند. بعد از اینکه غارتگر روی پای رافائل قدم می‌گذارد، رافائل فریاد می‌زند که در این هنگام غارتگر او را می‌کشد.
تابه سوار بر اسب می‌رسد تا نارو را نجات دهد. این دو با هم موجود را تضعیف می‌کنند، اما غارتگر تابه را پس از زدن چاقو به پشت او می‌کشد. نارو فرار می‌کند و بازماندهٔ فرانسوی را پیدا کرده و او را ناک‌اوت می‌کند. سپس نارو یکی از پاهای او را قطع می‌کند و به او یک اسلحهٔ خالی می‌دهد و خودش با خوردن گیاهان دارویی گرمای بدن خود را پنهان می‌کند تا موجود را طعمه گرفته تا وویجر را بکشد. او از تپانچه رافائل برای کمین‌کردن غارتگر استفاده می‌کند و به ماسک هدف‌گیری لیزری او شلیک می‌کند. او سپس آن را دزدیده و به جنگل می‌گریزد.
نارو پیش از استفاده از ماسک این موجود، غارتگر را به داخل یک گودال باتلاقی پر از گل می‌کشاند تا سلاح پرتابه خود او را علیه وی بچرخاند، که بلافاصله غارتگر را می‌کشد. نارو سرش را جدا می‌کند و صورتش را با خون سبز درخشانش رنگ می‌کند. او سر غارتگر و تپانچهٔ چخماقی را به قبیله خود می‌آورد. آن‌ها با اعلام نارو به عنوان فرماندهٔ جنگی، پیروزی او را گرامی می‌دارند. نقاشی مخفی در تیتراژ پایانی سه سفینه فضایی غارتگر را به تصویر می‌کشد که به قلمرو کومانچی می‌رسند.

## بازیگران
- امبر میدتاندر در نقش نارو، یک جنگجوی جوان کومانچی که از قبیله خود در برابر یک غارتگر محافظت می‌کند.
- داکوتا بیورز در نقش تابه، برادر نارو و یک شکارچی ماهر.
- میشل تراش در نقش آروکا، مادر تابه و نارو
- استورمی کیپ در نقش واساپه، یک شکارچی کومانچی
- جولیان بلک آنتلوپ در نقش رئیس قبیله کیهتو
- بنت تیلور در نقش رافائل آدولینی، مترجم فرانسوی
- دین دی لیگرو در نقش یک غارتگر یا «Predator» که از نسخه‌های بدوی سلاح‌های پیشرفتهٔ غارتگران در فیلم‌های قبلی استفاده می‌کند.

## انتشار
شکار در ۲۱ ژوئیه ۲۰۲۲ در کامیک-کان سن دیگو نمایش داده شد و توسط استودیو قرن بیستم به عنوان یک فیلم اصلی هولو در ۵ اوت ۲۰۲۲ منتشر شد این فیلم همچنین در دیزنی پلاس هات‌استار در هند و مناطق جنوب شرقی آسیا، در استار پلاس در آمریکای لاتین و در دیزنی پلاس به عنوان بخشی از محتوای استار در سایر مناطق بین‌المللی منتشر شد.

## بازخورد
در وبگاه جمع‌آوری نقد راتن تومیتوز، ٪۹۳ از ۱۶۷ بررسی منتقدان مثبت است، و میانگینِ امتیاز آن ۷٫۷/۱۰ است. اجماع این وبگاه چنین می‌نویسد: «شکار یک فیلم دلهره‌آور اکشن کمیاب است که آدرنالین را بدون مضایقه‌کردن توسعهٔ شخصیت‌هایش افزایش می‌دهد، و دنباله‌ای از غارتگر است که به درستی انجام شده‌است.» این فیلم در متاکریتیک که از میانگین وزنی استفاده می‌کند، بر اساس نظر ۳۲ منتقدین امتیاز ۷۰ از ۱۰۰ را کسب کرده که نشان‌گر «نقدهای عموماً مطلوب» است. این فیلم در حال حاضر بالاترین امتیاز در میان فیلم‌های فرنچایز غارتگر را در هر دو وبسایت در اختیار دارد.

## آینده
تراختنبرگ در ژوئن ۲۰۲۲ اظهار داشت که بحث‌هایی برای ساخت قسمت‌های اضافی پس از انتشار شکار وجود دارد و گفت که قصد آن‌ها «انجام‌دادن کارهایی است که قبلاً (در این فرنچایز) انجام نشده‌اند».